# Expedição científica à Serra da Estrela de 1881

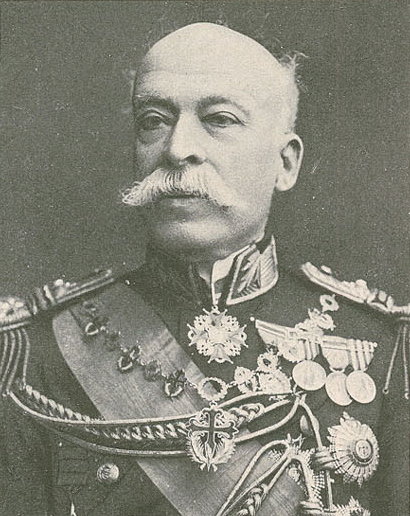
Hermenegildo Capelo foi o presidente da Comissão Administrativa da Expedição

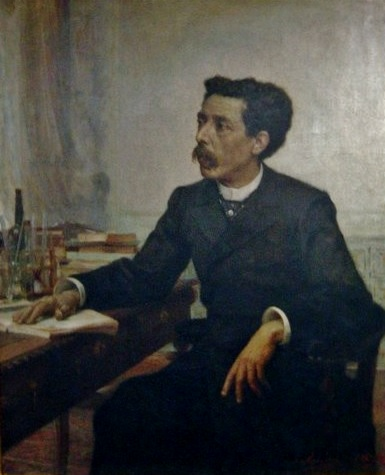
O médico Sousa Martins estava interessado em instalar sanatórios na Serra da Estrela para tratar os tuberculosos

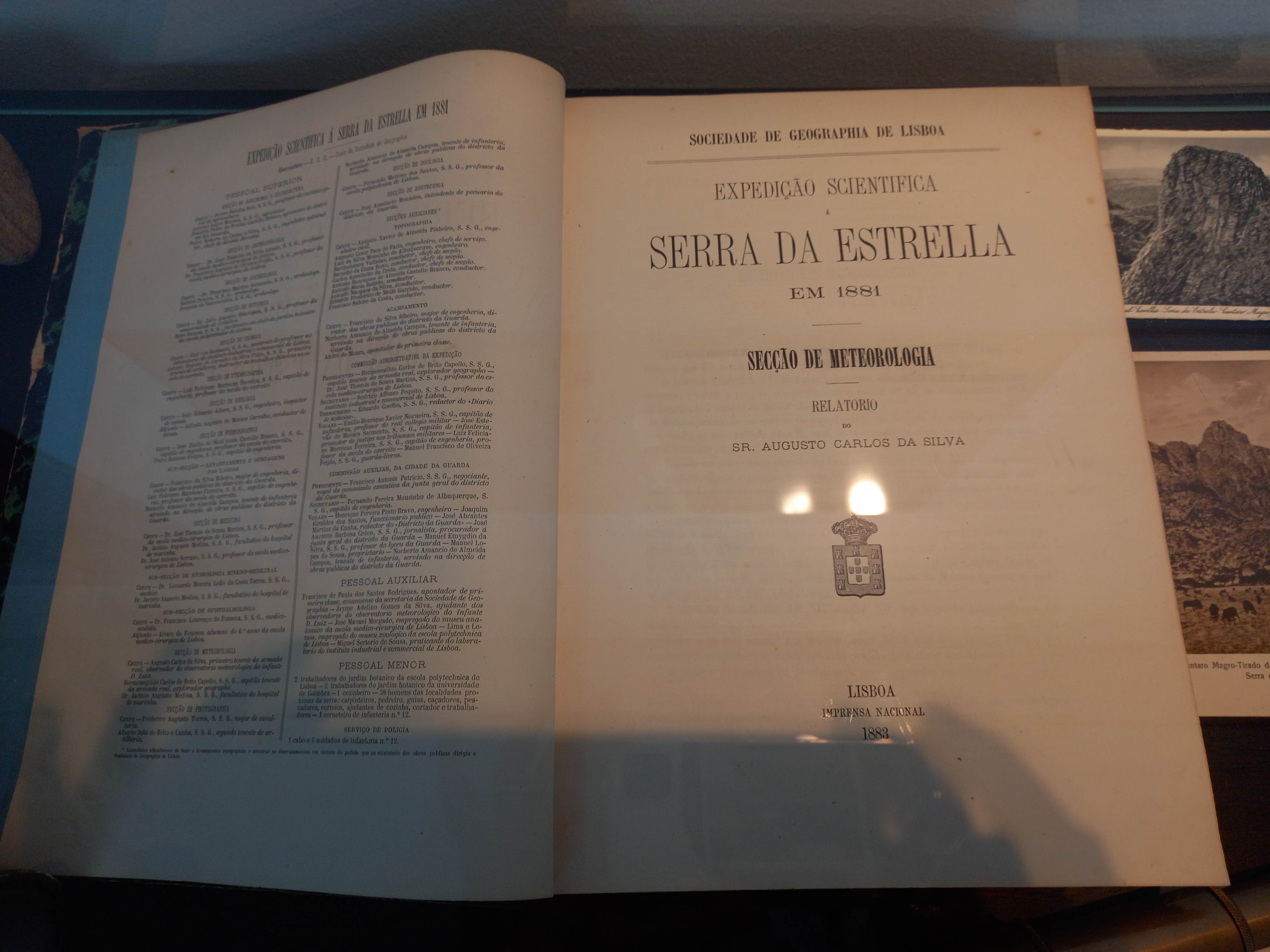
Expedição Científica à Serra da Estrela de 1881 - Relatório da secção de Meteorologia

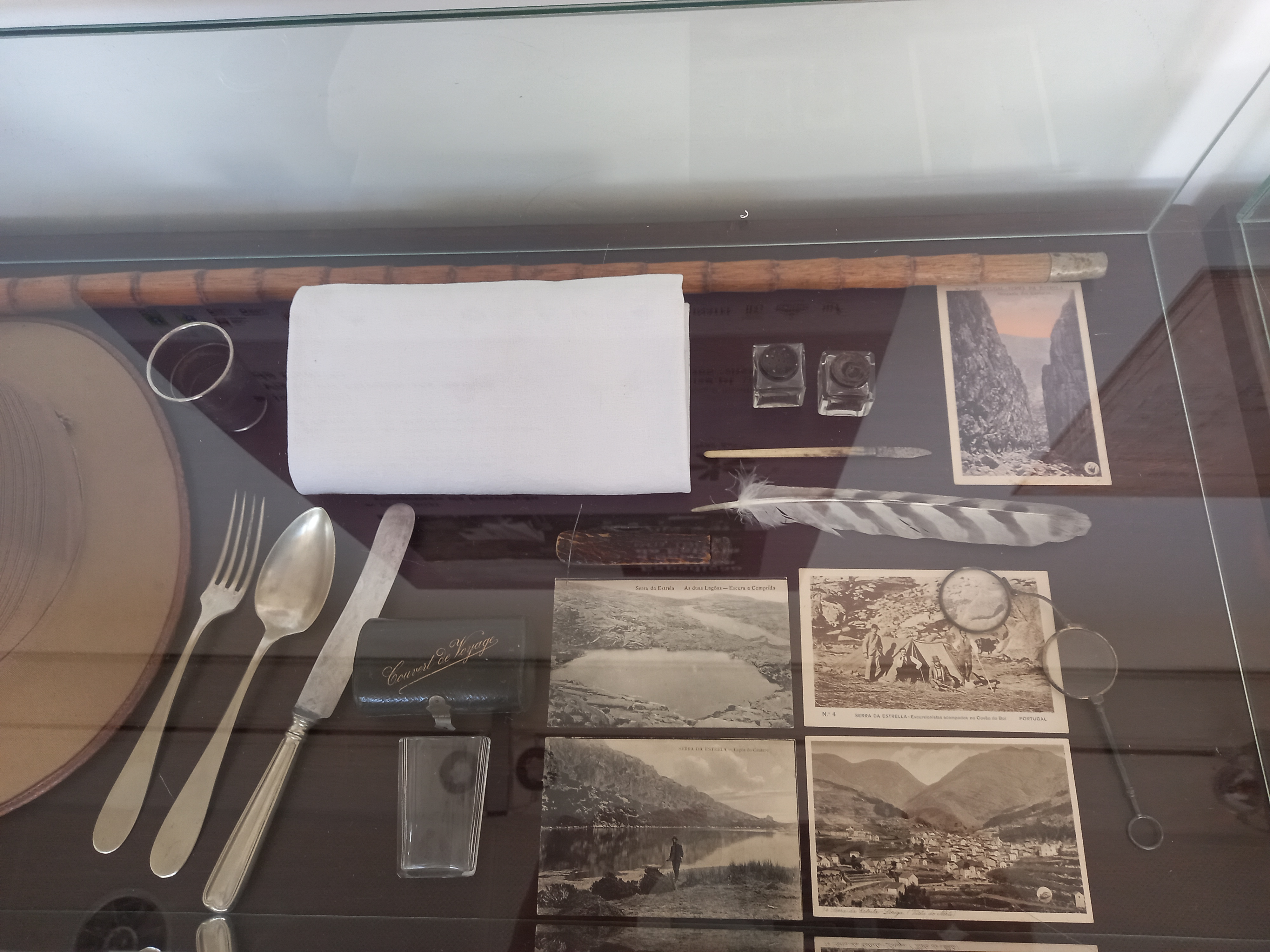
Expedição Científica Serra da Estrela - Objetos

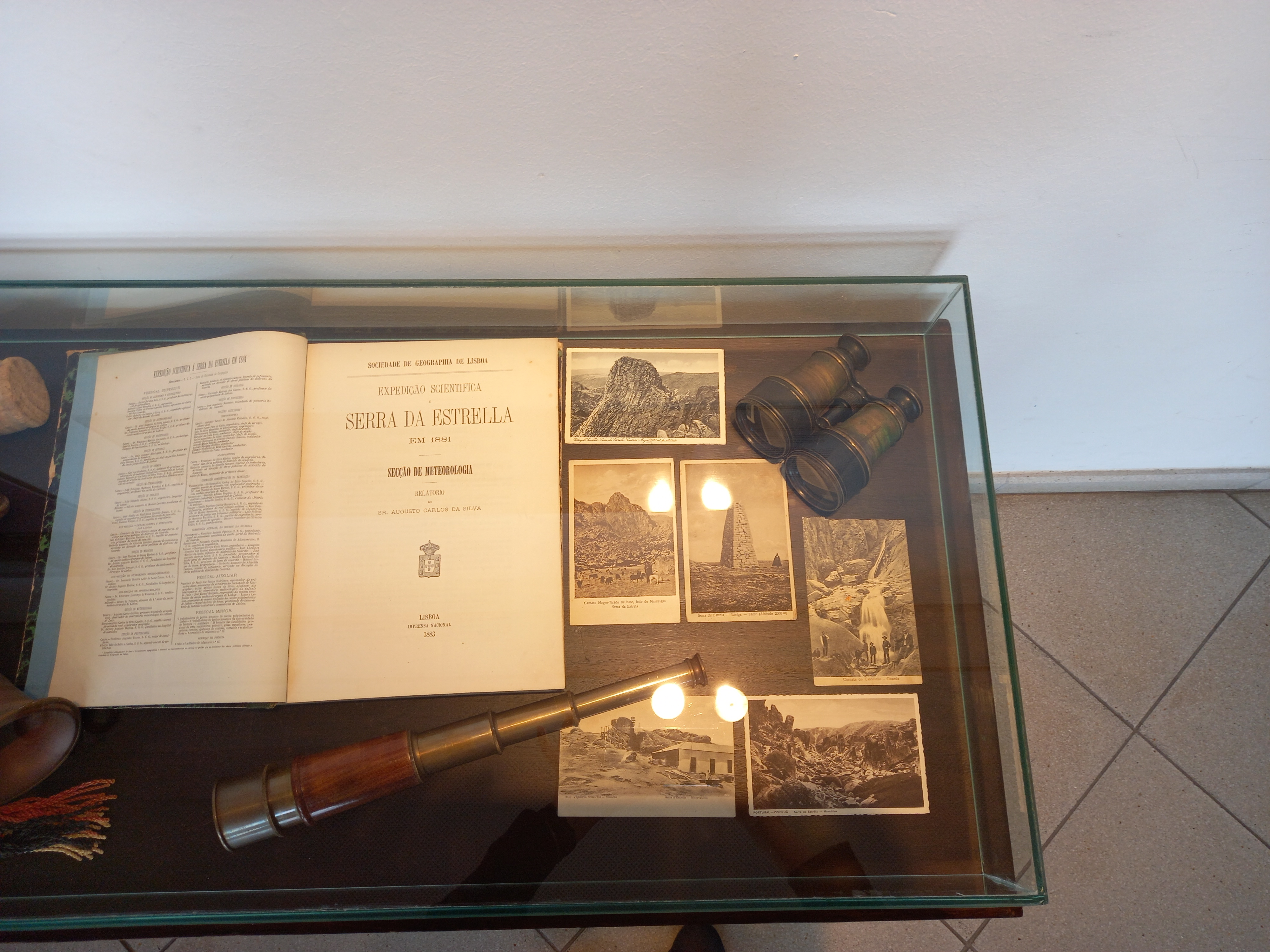
Expedição Científica Serra da Estrela - objetos

A Expedição científica à Serra da Estrela de 1881 foi uma viagem exploratória pioneira em Portugal dedicada ao estudo e observação científica da região da Serra da Estrela em inúmeras áreas, tais como meteorologia, medicina, botânica, etc. Organizada pela Sociedade de Geografia de Lisboa, iniciou-se a 5 de Agosto de 1881 e durou 19 dias e foi liderada militarmente por Hermenegildo Capelo e cientificamente pelo médico Sousa Martins.
Participaram 42 elementos. O lugar do acampamento situou-se no planalto superior da Serra da Estrela, a 1850 metros de altitude, que ali permaneceu durante 2 semanas.

## História
A proposta da expedição científica de índole nacional foi feita pelo primeiro-ministro da época, Luciano Cordeiro, numa sessão de 5 de Julho de 1880 da Sociedade de Geografia de Lisboa. Propunha que esta viagem permitisse o reconhecimento da "geologia, fauna e flora da região, relevo orográfico, formação das torrentes e sua influência nos vales adjacentes, particularmente sobre os do Mondego e Zêzere; possibilidade e vantagens do estabelecimento de um posto meteorológico (...); sondagens das lagoas, temperatura e densidade das suas águas e diversas profundidades e condições (...) da piscicultura; aptidões agrícolas e silvícolas das planuras e encostas; riqueza mineralógica, sua exploração actual e desenvolvimento (...); vestígios arqueológicos, tradições locais".
Foram presidentes da Comissão administrativa da expedição o professor da Escola Médico-Cirúrgica de Lisboa Sousa Martins (na altura médico da Casa Real) e o capitão-tenente e explorador geográfo Hermenegildo Capelo.

## Expedição
Nos preparativos da expedição, foram organizados 12 secções científicas que, posteriormente, passaram a 13, duas das quais divididas em sub-secções, mais as secções auxiliares.

## Participantes[6]
Jornalista: Eduardo Coelho
| Secção                   | Sub-secção                          | Participantes                                                                                                  |  |
| ------------------------ | ----------------------------------- | --- |  |
| Agronomia e Silvicultura |                                     | Jaime Batalha Reis António Lopes Mendes Joaquim Pedro de Freitas Castelo Branco Pedro Roberto da Cunha e Silva |  |
| Antropologia             |                                     | José Joaquim da Silva Amado Francisco Augusto de Oliveira Feijão                                               |  |
| Geologia                 |                                     | João Eduardo Albers Alfredo Augusto de Moraes Carvalho                                                         |  |
| Topografia               |                                     | António Xavier de Almeida Pinheiro Augusto Paes de Faria Luiz da Silva Mouzinho de Albuquerque                 |  |
| Trabalhos clínicos       |                                     | António Eugénio Carvalho S. Pinto                                                                              |  |
| Química                  |                                     | Carl von Bonhorst António Eugenio de Carvalho da Silva Pinto                                                   |  |
| Hidrografia              |                                     | João Emílio de Sant'Ana Castelo Branco Pedro Romano Folque                                                     |  |
| Hidrografia              | Levantamento e sondagens das lagoas | Francisco da Silva Ribeiro Luís Feliciano Marrecas Ferreira Norberto Amancio de Almeida Campos                 |  |
| Fotografia               |                                     | Frederico Augusto Torres Alberto Júlio de Brito e Cunha                                                        |  |
| Zoologia                 |                                     | Fernando Matoso dos Santos                                                                                     |  |
| Zootécnica               |                                     | José Anastácio Monteiro                                                                                        |  |
| Etnografia               |                                     | Luís Feliciano Marrecas Ferreira                                                                               |  |
| Medicina                 |                                     | José Tomás de Sousa Martins Jacinto Augusto Medina José António Serrano                                        |  |
| Medicina                 | Oftalmologia                        | Francisco Lourenço da Fonseca Júnior Álvaro da Fonseca                                                         |  |
|                          | Hidrologia minero-medicinal         | Leonardo Costa Torres Jacinto Augusto Medina                                                                   |  |
| Arqueologia              |                                     | Francisco Martins Sarmento Gabriel Pereira Joaquim de Vasconcelos                                              |  |
| Meteorologia             |                                     | Augusto Carlos da Silva Hermenegildo Carlos de Brito Capello Jacinto Augusto Medina                            |  |
| Botânica                 |                                     | Júlio Augusto Henriques e Jules Daveau                                                                         |  |

## Relatórios
Após o término da expedição, foram produzidos 6 volumes com os resultados e catálogos de cada secção:
- Volume 1 - Secção de Arqueologia, da autoria de Francisco Martins Sarmento [n.1833-m.1899];
- Volume 2 - Secção de Botânica, da autoria de Júlio Augusto Henriques [n.1838-m.1928];
- Volume 3 - Secção de Medicina, da autoria de Leonardo Torres e Jacinto Augusto Medina;
- Volume 4 - Secção de Etnografia, da autoria de Luís Feliciano Marrecas Ferreira [n.1851-m.1928];
- Volume 5 - Secção de Medicina, Subsecção de Ophthalmologia, da autoria de Francisco Lourenço da Fonseca Júnior [n.1848-m.1942];
- Volume 6 - Secção de Meteorologia, da autoria de Augusto Carlos da Silva.